# Mollo tutto e apro un chiringuito
Mollo tutto e apro un chiringuito è un film del 2021, diretto dal collettivo Il Terzo Segreto di Satira, direttamente tratto dagli spezzoni comici pubblicati sul canale YouTube Il Milanese Imbruttito, che raccontano le avventure di un piccolo imprenditore milanese purosangue dal carattere scherzosamente "bauscia" e dei personaggi che gli orbitano attorno.
Il sequel Ricomincio da taaac è uscito nel 2024.

## Trama
Il signor Imbruttito, rampante manager di Milano, perde un importante affare con Aldo Brusini, un imprenditore visionario e fortemente ambientalista, che si rifiuta di lavorare con lui dopo averlo visto utilizzare delle bottiglie d'acqua in plastica. Caduto in una profonda depressione, comincia ad alienarsi dalla routine quotidiana in cui aveva vissuto fino a quel momento, frenetica e dedita ai soldi ed al successo, finché viene convinto dal suo amico "Brera" a cambiare vita e ad acquistare un chiringuito su una spiaggia di Garroneddu, un'immaginaria località della Sardegna, per 350 mila euro; diventa quindi realtà una frase che l'Imbruttito è sempre stato solito dire in modo scherzoso nei propri momenti di sconforto, ovvero "Mollo tutto e apro un chiringuito" (che dà il titolo al film).
Si tratta però di una colossale fregatura, in quanto il chiosco esiste e Garroneddu è un autentico paradiso naturale, ma è completamente privo di turismo per scelta degli abitanti, una comunità di allevatori e artigiani fortemente ostili ad ogni novità e ad ogni forma di sfruttamento del territorio, che si sono sempre difesi da soli di fronte a ciò. Il protagonista, dopo che la popolazione locale gli ha fatto capire di non gradire la sua presenza in un modo decisamente brutale, capisce di dover cambiare approccio e si adopera per evitare che il piccolo paese sardo finisca abbandonato, aiutato dalla moglie, dal figlio, il "Nano", che gli assomiglia in tutto e per tutto nei modi pragmatici e organizzativi, e dal suo collega ed eterno stagista, il "Giargiana" (termine con cui l'Imbruttito indica chi risiede al di fuori del centro cittadino di Milano), organizzando un evento chiamato "Fuori Pastore" (ispirato al Fuori Salone di Milano) per far conoscere il luogo e le sue tradizioni senza snaturarli, a numerosi milanesi altolocati, tra cui Brusini, reclutati in Costa Smeralda.
Nel pieno del successo del Fuori Pastore, l'Imbruttito incontra nuovamente Brera, che gli propone, a fronte di un compenso di ben 500 mila euro, di diventare il CEO di una società intenzionata ad applicare il metodo usato a Garroneddu in altri paradisi paesaggistici nel mondo, cioè organizzare un evento per promuovere il mondo locale per poi costruire e speculare sul territorio. Il protagonista inizialmente accetta, ma subito dopo se ne pente e ribalta la situazione grazie al Nano: proprio quando gli abitanti di Garroneddu, ormai amici dell'Imbruttito, si accorgono di quanto accaduto ed iniziano ad accusarlo infuriati di averli traditi, il Nano riesce, con l'aiuto di Brusini, a far istituire dal Ministero dell'ambiente un'area naturale protetta a Garroneddu, in modo che nessuno possa più tentarvi speculazioni. Una volta risolta la situazione in Sardegna, l'Imbruttito torna con la famiglia a Milano e riprende la sua attività imprenditoriale, in cui ha ritrovato fiducia grazie all'esperienza vissuta.

## Produzione
Le riprese del film sono durate sei settimane e hanno avuto luogo tra la Sardegna e Milano.

## Distribuzione
Il film è stato distribuito nelle sale cinematografiche italiane a partire dal 7 dicembre 2021.